# Штанге, Файт
Файт Штанге (нем. Veit Stange; родился 8 февраля 2004 года, Германия) — немецкий футболист, полузащитник клуба «Герта» (Берлин).

## Карьера
Файт Штанге — воспитанник «Ганзы». В «Герту» перешёл в 2018 году. За вторую команду клуба дебютировал в 38-м туре в матче против «Айленбурга». Дебютировал за основную команду состоялся 30 апреля 2023 года в матче против «Баварии».